# 약점
약점(Weaknesses)는 고려 시점에서의 개최지가 안고 있는 약점을 나열한다. 항공 접근성의 제한, 비싼 물가, 제한된 숙박 시설 등이 있다.

## 같이 보기
- SWOT 분석
- 강점